# 道の駅花の三聖苑伊豆松崎
道の駅花の三聖苑伊豆松崎（みちのえき はなのさんせいえんいずまつざき）は、静岡県賀茂郡松崎町にある静岡県道15号下田松崎線の道の駅である。

## 沿革
- 1995年（平成7年）8月3日 - 道の駅に登録される。
- 2015年（平成27年）1月30日 - 伊豆道の駅ネットワークとして近隣の道の駅8駅とともに「伊豆半島の特色ある「道の駅」が連携しブランド化」を理由に重点道の駅に選定される[1]。

## 主な施設
- 三聖会堂：三聖人（幕末から明治にかけて活躍した松崎出身の3人の偉人たちのこと。幕末の漢学者土屋三余、明治の実業家依田佐二平、佐二平の弟で十勝平野の開拓者依田勉三）の業績や松崎の歴史をアンティークな雰囲気の中で紹介している[2]。
- 大沢学舎：1873年に三聖人の一人である依田佐二平が私財を投じて開校した公立学校で、1993年にこの場所に移され開校当時の姿に復元された。いにしえの素朴なロマンを感じさせる館内には郷土の資料も展示されている[2]。
- 駐車場
  - 普通車：85台
  - 大型車：3台
  - マイクロバス：2台
  - 身障者用 : 2台
- トイレ
  - 男：大 3器（1器）、小 6器（3器）
  - 女：8器（4器）
  - 身障者用：1器（1器）

※（）内は24時間使用可能
- レストラン
- 物産館
- 歴史的建造物
- 公衆電話
- 情報コーナー

## 休館日
- 毎週木曜日（食堂のみ）

## アクセス
- 静岡県道15号下田松崎線

## 周辺
- 大沢温泉